# クイズ三國志 知略の覇者
『クイズ三國志 知略の覇者』（クイズさんごくし ちりゃくのはしゃ）は、1991年6月にカプコンがリリースしたアーケード用クイズゲーム。同年にリリースされた『クイズ殿様の野望』の姉妹作品。
1992年にはシステムソフトからPC-9801版が発売されているが、「三國志」の部分が光栄（現コーエー）の商標に抵触する恐れより『クイズ知略の覇者 三国志奇譚』（クイズちりゃくのはしゃ さんごくしきたん）にタイトルが変更されている。PC-9800シリーズ故の音源の差異や問題文の変更はかなりあるものの、ゲーム内容はアーケード版とほぼ同じである。

## 概要
『クイズ殿様の野望』と同様、光栄の三國志シリーズをオマージュした内容。戦略画面や出撃した武将の名前の表示（本作ではプレイヤーも君主以外の武将として出撃することがある）など、三國志シリーズの影響が随所に見られる。
プレイヤーは4人の君主から1人を選び、中国全土の統一を目指す。敵国へ攻め込み、国ごとに設定されている1 - 8問のノルマ回答数をクリアすることで領地を獲得。お手つき（獲得した得点・イベントで回復する）が全てなくなるか、10問以内にノルマを達成できなければゲームオーバー。お手つきがなくなった場合のコンテニューは、正答数はそのままで1問目からのスタートとなり、ノルマ未達成の場合は「退却」。攻め込む敵国の選択からやり直しとなる。また、攻め込んだ領地が複数の領地を持つ武将の本拠地だった場合、その武将を退却させずに攻め落とすとその武将が持っていた全ての領地を一度に獲得することができる。また、敵国から攻め込まれることもある。この場合ノルマ未達成だと攻め込まれた領地を獲られてしまう。
この流れは『殿様の野望』シリーズと全く同じである。マップ上には君主だけでなく、空白地（農民・姫）や、黄巾賊が統治する国も存在する。

## 君主
- 劉備玄徳 統治国：襄陽

初期能力：知力2・武力3 特殊能力：お手つきが増えやすい（お手つき数回復に必要となる得点が他君主より少なくて済む）
- 曹操孟徳 統治国：洛陽・司隷

初期能力：知力3・武力4 特殊能力：2択・3択クイズになりやすい
- 孫権仲謀 統治国：建業・淮南・会稽

初期能力：知力3・武力2 特殊能力：ジャンルセレクトになりやすい
- 呂布奉先 統治国：徐州

初期能力：知力1・武力5 特殊能力：会心の一撃が出ると正解ポイント2倍（ノルマ倍消し）
呂布本人のみが持つ能力（したがって呂布の死後は一切この能力に頼れない）だが、呂布が出陣したからといって必ず発動するわけではなく、「この呂布の会心の一撃でたたきのめしてくれるわ!」といったメッセージが出た場合のみである。しかもその場合でも、正解したからといって会心の一撃が必ず出るというわけではない。

## イベント
- 疫病・洪水

1ターンに限り、被害を受けた国のノルマが1減る。
- 回復の計

軍師が「回復の計」を使いましょう、と進言し、お手つき数が3回復。
- 延命の計

軍師が「延命の計」を使いましょう、と進言し、通常は10問以内にクリアしないとゲームオーバーになってしまうところを、この計を使うと、10問目でクリアできなかったとしてもあと5問延長される。
- 兵法書使用

次ターン、ジャンルセレクトになる。
- 攻略志願

配下の武将が隣国に攻め込む。伏兵攻撃で問題が全て3択に。
- 先手必勝

軍師の進言で隣国に攻め込む。火計を使い、問題が全て2択に。
- 華陀来訪

イベント発生後にお手つきが0になっても一度だけ復活する。お手つき数を最大限まで（5）、回復してくれる場合もある。
- 病死

武将が病に倒れる。後継者を指名し、ゲーム自体は続行。
- 帝の保護

9国（洛陽）をクイズをクリアして占領すると、乱を逃れていた帝を発見し、保護したこととなり、次ターンのノルマが2減る。
- 洛陽・長安平定

10国（司隷）をクイズをクリアして占領すると、都を支配し、政治の実権を握ったこととなり、次ターンのノルマが2減る。
- 玉璽の発見

15国を占領すると、玉璽を発見し、お手つき数が完全回復。

### 同盟
ランダムで他国が同盟を申し出る。締結した場合、以下のイベントが発動することがある。
- 援軍

敵国へ攻め込んだ際に同盟国からの援軍が現れ問題を2択・3択にしてくれる。また、ノルマが1減ることもある。
- 貢物

お手つきが2 - 3回復する。これとは別に、ジャンルセレクトになる兵法書が贈られてくることもある。
同盟の締結・破棄の決定権はプレイヤーには無く、いずれも他国の意思で一方的に行われる。

## スタッフ
- キャラクター：M.OKAZAKI、KITASAN、MARILYN、ZIGGY（さかもとようこ）、S.THINGI
- プログラマー：H.M.D（松嶋延幸）、K.NAKAI（中井一仁）
- サウンド：OYAJI（阿部功）、BULL、GIPS.PAPA
- スペシャルサンクス：S.YOSHIOKA、K.AKIYAMA（秋山幸平）、CHIN、PROBIT、CAPCOM RIDDLERS
- プランナー：T.MESHIJIMA（飯島哲也）、C.KANEMITSU
- プロデューサー：KIHAJI（岡本吉起）